# Flätmossor
Flätmossor (Hypnum) är ett släkte av bladmossor som beskrevs av Johann Hedwig. Enligt Catalogue of Life ingår Flätmossor i familjen Hypnaceae, men enligt Dyntaxa är tillhörigheten istället familjen Hypnaceae.

## Bildgalleri

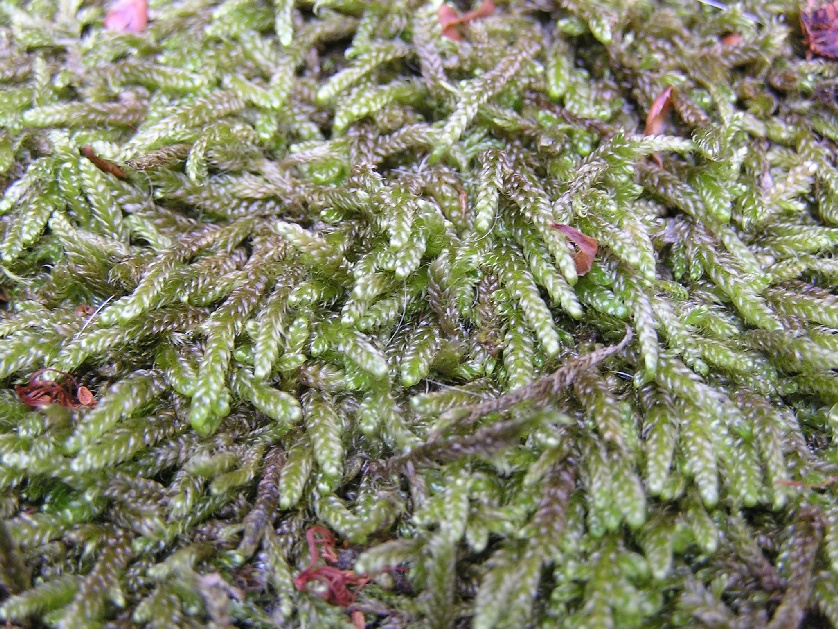
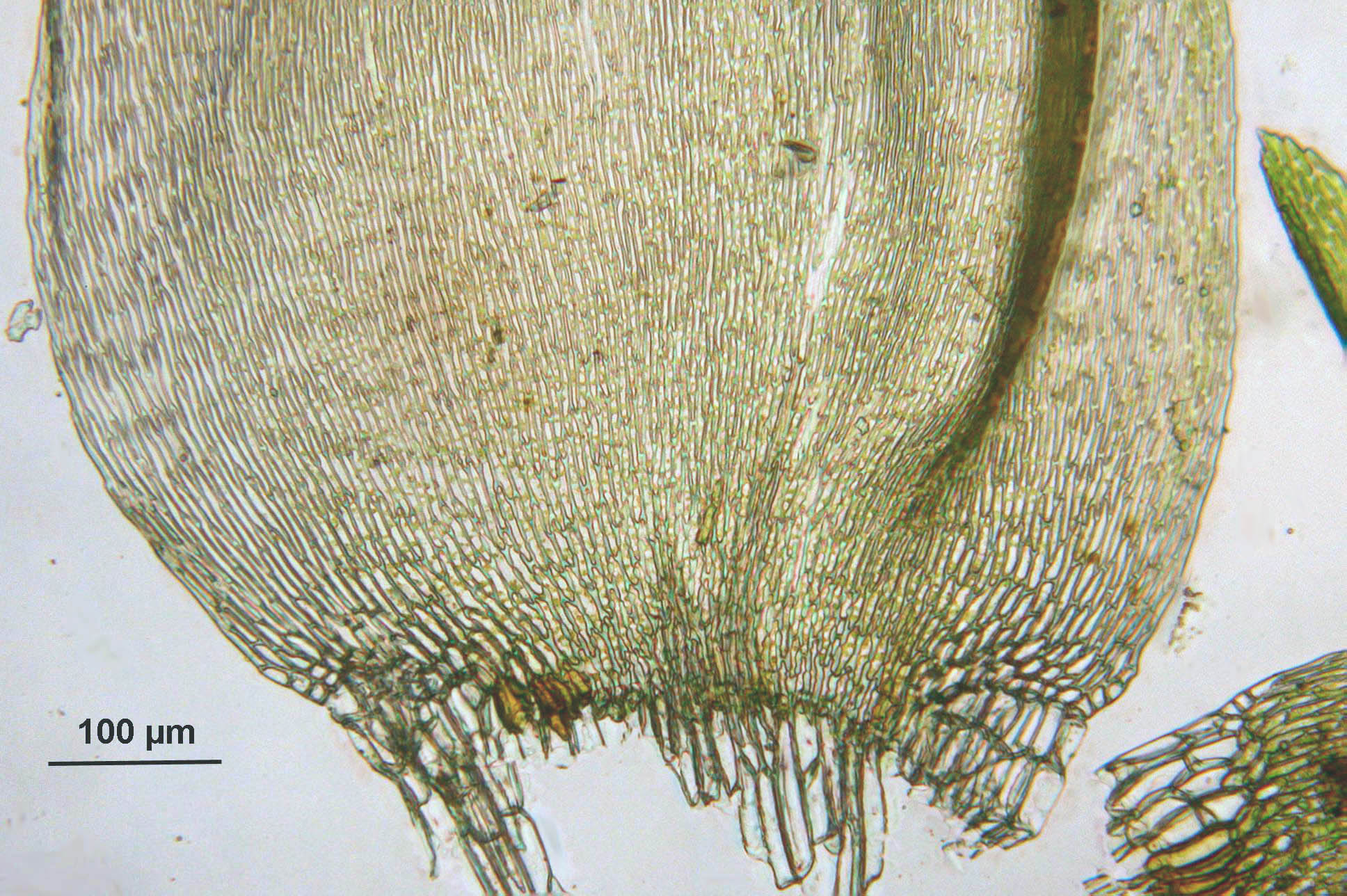

## Dottertaxa till Flätmossor, i alfabetisk ordning[1][2]
- Hypnum aemulans
- Hypnum alternans
- Hypnum aluminicola
- Hypnum amabile
- Hypnum andoi
- Hypnum austrostramineum
- Hypnum bambergeri
- Hypnum bicolor
- Hypnum bizotii
- Hypnum boryanum
- Hypnum brachythecium
- Hypnum calcicola
- Hypnum callichroum
- Hypnum campoanum
- Hypnum caperatum
- Hypnum cariosum
- Hypnum cataractarum
- Hypnum celatum
- Hypnum chrysogaster
- Hypnum circinale
- Hypnum cupressiforme
- Hypnum curvifolium
- Hypnum deflectens
- Hypnum densirameum
- Hypnum dieckei
- Hypnum eccremocarpum
- Hypnum emodi-fertile
- Hypnum fauriei
- Hypnum fertile
- Hypnum formianum
- Hypnum franchetti
- Hypnum freuchenianum
- Hypnum fuegianum
- Hypnum fujiyamae
- Hypnum gebhardii
- Hypnum gelidum
- Hypnum geminum
- Hypnum gracilirameum
- Hypnum hampei
- Hypnum hamulosum
- Hypnum hercynicum
- Hypnum heseleri
- Hypnum hildebrandtii
- Hypnum holmenii
- Hypnum imponens
- Hypnum imponentiforme
- Hypnum inflectens
- Hypnum intortoplicatum
- Hypnum jutlandicum
- Hypnum kushakuense
- Hypnum lamarckii
- Hypnum lutescens
- Hypnum macrogynum
- Hypnum moenkemeyeri
- Hypnum mukahivense
- Hypnum napoanum
- Hypnum nelsonii
- Hypnum nervosum
- Hypnum obsoletinerve
- Hypnum oldhamii
- Hypnum pallescens
- Hypnum patulum
- Hypnum pensilvanicum
- Hypnum plicaefolium
- Hypnum plicatulum
- Hypnum plumaeforme
- Hypnum pratense
- Hypnum procerrimum
- Hypnum pseudosplendens
- Hypnum punae
- Hypnum radiatum
- Hypnum recurvatum
- Hypnum resupinatum
- Hypnum revolutum
- Hypnum rigidum
- Hypnum riparioides
- Hypnum rotula
- Hypnum rubricaule
- Hypnum saitoi
- Hypnum sakuraii
- Hypnum sauteri
- Hypnum saxetorum
- Hypnum schiedeanum
- Hypnum setschwanicum
- Hypnum sikkimense
- Hypnum siphotheca
- Hypnum skottsbergii
- Hypnum speciosum
- Hypnum spegazzinii
- Hypnum subchrysogaster
- Hypnum subimponens
- Hypnum submolluscum
- Hypnum subpinnatum
- Hypnum subreptile
- Hypnum thouinii
- Hypnum tristoviride
- Hypnum uii
- Hypnum uncinulatum
- Hypnum usagarum
- Hypnum vaucheri
- Hypnum vernicosum
- Hypnum wilhelmense